# Матеуш Сальва
Матеуш Сальва (пол. Mateusz Salwa) — историк искусств, философ, доктор наук. Является доцентом кафедры эстетики на философском факультете Варшавского университета. Занимается возможностями применения философского подхода к исследованию ландшафтов, в частности — садов. Этой теме посвящено большинство его работ, опубликованных как в Польше, так и заграницей.
В 2016 году Сальва опубликовал монографию «Эстетика сада: между искусством и экологией», а также подготовил, перевел, отредактировал и написал предисловие к антологии Р. Ассунто «Философия сада». Его работа «Сад как перформанс» предлагает абсолютно новый взгляд на возможность рассмотрения сада в городской среде, апеллируя категорией перформативности.
Важным аспектом его работ является изучение влияния массовой культуры и новых форм искусств на трансформацию нашего опыта. Совместно с А. Анджеевским, Сальва предлагает абсолютно новый подход к анализу многосерийных сериалов. Они являются единственными исследователями вопросов такого рода в Польше.

## Что такое городская атмосфера?
Атмосфера — одна из ключевых концепций современной эстетики. В этой статье Сальва совместно с Анджеевским пересматривают способы понимания городской атмосферы. Для этого они рассматривают онтологическую природу атмосфер, переосмысляют концепцию, которую недавно представили некоторые влиятельные сторонники эстетики атмосфер. Вопреки широко распространенному мнению, атмосфера, по их мнению, не является сущностью. Это не «квази-вещь» или «полу-вещь», как обычно утверждается, а, скорее, реляционная характеристика данного места[site], которая существует только тогда, когда её кто-то переживает. Данная статья позволяет лучше понять идею городской атмосферы в качестве характеристики конкретного места[site]. Более того, предложенная Сальвой и Анджеевским онтология позволяет обсудить идею атмосферы целого города.

## Сад как перформанс
В данной статье Сальва предлагает рассматривать сады с точки зрения перформативности, а не архитектуры, живописи или поэзии, как это обычно принято. Такой подход представляется плодотворным, поскольку он позволяет указать на факт того, что сады сочетают в себе культуру и природу, а также подчеркнуть роль самой природы, которая не может быть сведена чисто к медиуму. Сальва утверждает, что к саду необходимо относиться скорее как к непрерывному, динамическому процессу, в котором люди могут участвовать наравне с другими нечеловеческими акторами. Более того, категория перформативности оказывается важным фактором для решения определённых проблем, присущих традиционным способам мышления о садах.

## Памятник природы и выход за рамки антропоцентризма
В данной статье Матеуш Сальва рассматривает концепцию памятника природы в качестве категории, которая может быть использована в не антропоцентрических гуманитарных науках. Теория охраны природы, основанная на этой концепции, рассматривается в статье как подход, разрушающий дихотомию культуры и природы, утверждая, что необходимо развивать «культуру природы». Используя «памятник природы» как определённый концепт, Сальва предлагает интерпретацию природной среды, противостоящей стандартным представлениям о природе как об экономическом ресурсе, туристической достопримечательности или таком виде сферы, в которую люди не должны вмешиваться.

## Закон и сериалы
В этой работе серийность рассматривается с точки зрения эстетики, что позволяет показать её нормативный характер. Серийность, являющаяся одной из наиболее характерных черт современной массовой культуры, наиболее полно воплощается в телесериалах. Авторы статьи опираются на неё как на фактор, определяющий структуру сериалов, их эстетические свойства, а также способы их восприятия. Они утверждают, что серийность является нормативной, поскольку можно вычленить характеристики, какими должно обладать телешоу, чтобы называться сериалом.

## Публикации
1. Estetyka ogrodu. Między sztuką a ekologią, Wydawnictwo Przypis, Łódź 2016
2. Kuvittele että puutarhasi on esitys (Ogród jako performans), «Esitys», 2016, nr 1, s. 5-
11
3. Motywy kantowskie w estetyce środowiskowej, w: Aktualność Kanta, red. K. Kaśkiewicz, P. Schollenberger, Wydawnictwo UMK, Toruń 2016, s. 215—230
4. Ogród w mieście i estetyka ekologiczna, «Kultura i historia», 2016, nr 30, bs. (e- wydanie)
5. Pejzaż cyfrowy jako metaobraz, w: Widzialność/wizualność obrazów cyfrowych. Pomiędzy fenomenologia a kultura wizualną, red. A. Łukaszewicz-Alcaraz, Akademia Sztuki w Szczecinie, Szczecin 2016, s. 58-71
6. The Philosophy of Landscape. Contemporary Perspectives, w: Cracow Landscape Monographs 1 (Definitions, Theory & Contemporary Perception of Landscape, Kraków 2016, s. 37-44
7. Rola ekspresji we współczesnej estetyce natury, w: Od teorii etosu do ekspresji absolutnej. Spory o rolę ekspresji w dziejach sztuki i teorii sztuk, red. J. Jaźwierski, R. Kasperowicz, M. Pastwa, Wydawnictwo KUL, Lublin 2016, s. 223—239
8. The Uncanny Garden. Jardin-forêt at Bibliothèque nationale de France, «Aesthetic Investigations», vol. 1, 2015, no. 1, s. 113—119 [on-line]
9. Estetyka, etyka i logika ogrodu. Filozofia Rosaria Assunta, «Artium Quaestiones», t. XXV, 2015, s. 79-100
10. The History of Gardens: Geistesgeschichte or Naturgeschichte?, «Ikonotheka», t. 25, 2015, s. 73-85
11. Gardens and the Aesthetics of Sustainability, w: Sustainable Art. Facing the Need for Regeneration, Responsibility and Relations, red. A. Markowska, Polish Institute of World Art. Studies & Tako Publishing House, Warsaw-Torun 2015, s. 105—111
12. Ассунто Р. — filozof ogrodu, w: R. Assunto, Filozofia ogrodu, wybór, przekład i opracowanie M. Salwa, Wydawnictwo Przypis, Łódź 2015, s. 9-42
13. The Garden as a Performance, «Estetika-The Central European Journal of Aesthetics», vol. 51, 2014, no. 1, s. 42-61
14. The Garden — between Art and Ecology, w: Proceedings of the European Society for Aesthetics, vol. 6, 2014, s. 316—327
15. Historic Gardens as Places of Conflicting Values, «Ethics in Progress», vol. 5, 2014, no. 1, s. 96-112
16. Krajobraz jako doświadczenie estetyczne, w: Krajobraz kulturowy, red. B. Frydryczak, M. Ciesielski, Wydawnictwo PTPN, Poznań 2014, s. 41-52
17. «Lice ziemi». Filozofia krajobrazu Jana Gwalberta Pawlikowskiego, «Widok. Teorie i praktyki kultury wizualnej», t. 8, 2014 [on-line]
18. Ogród jako miejsce pamięci, w: Krajobrazy i ogrody. Ujęcie interdyscyplinarne, red. B. Frydryczak, Wydawnictwo PTPN, Poznań 2014, s. 15-27
19. The Garden as a Performance, w: Proceedings of the European Society for Aesthetics, vol. 5, 2013, s. 372—387
20. Law and TV Series. Brill Research Perspectives on Art and Law, 2 (2): 1—74, 2018, (with A. Andrzejewski)
21. What is Urban Atmosphere? // Contemporary Aesthetics, Special Volume 8 (2020) Urban Aesthetics (with A. Andrzejewski)